# Vicente Alejandro González y Robleto
Vicente Alejandro González y Robleto (Chinandega, 5 de abril de 1884 - Managua, 17 de junio de 1968) fue el segundo Arzobispo de Managua, capital de Nicaragua, tras la muerte de Monseñor José Antonio Lezcano y Ortega, primer prelado de la Arquidiócesis de Managua.

## Datos biográficos
A los 23 años de edad fue ordenado sacerdote el 21 de abril de 1907 en la Catedral de León, el 29 de enero de 1932 (a los 47 años) fue nombrado Obispo de Matagalpa por el Papa Pío XI y consagrado el 1 de mayo del mismo año a los 48 años. En 1938 se le nombra Arzobispo Titular de Odessus. En 1905 fue expulsado de Nicaragua por el presidente Zelaya, junto al sacerdote poeta Azarías H. Pallais, Mons. Pereira junto a su clero y los profesores del entonces Seminario San Ramón de León.
Durante el arzobispado de Lezcano y ortega se desempeñaba como arzobispo coadjutor -con derecho a sucesión-, al fallecimiento de Lezcano le sucedió en la silla arzobispal (9 de abril de 1938) nombrándolo en el cargo el Papa Pío XI con la bula “Munus Supremi Apostolati”. En su labor le acompañó como obispo auxiliar Mons. Donaldo Chávez Núñez. Se le ha considerado como un hombre entregado a su labor apostólica entre ellas la construcción del Seminario Nacional, fundado en 1950 por Monseñor Lezcano. Se esmeró en la división administrativa en parroquias cuando solo existían dos en la Capital.
Hombre de espíritu austero, carácter fuerte pero justo en sus actos. Gran conocedor del Derecho canónico. Participó como padre conciliar en el Concilio Vaticano II y delegado al I Sínodo General de Obispos convocado entonces por Pablo VI.

## Fallecimiento
Falleció en Managua, el 18 de junio de 1968, a los 84 años de la edad, sepultado en la cripta arzobispal de la Antigua Catedral.